# Valentino Caputi
Valentino Caputi (* 15. April 2004 in Rom) ist ein brasilianischer Skirennläufer italienischer Abstammung.

## Karriere
Caputi gab sein internationales Renndebüt am 12. Dezember 2020 bei einem Juniorenrennen in Nova Ponente. Sein erstes internationales Großereignis bestritt er bei den Weltmeisterschaften 2021 in Cortina d’Ampezzo. Bis zu diesem Zeitpunkt war er hauptsächlich bei Juniorenrennen in Italien an den Start gegangen. Im Riesenslalom belegte er den 68. Platz, für den Slalom konnte er sich nicht qualifizieren.
2022 sollte Caputi für den an COVID-19 erkrankten Michel Macedo an den Olympischen Winterspielen in Peking teilnehmen. Schlussendlich konnte Macedo doch starten, wodurch Caputi ohne Einsatz blieb.

## Privates
Caputis Mutter ist Italienerin, sein Vater ist Brasilianer, wodurch er die Staatsbürgerschaften beider Länder besitzt. Er lebt in Trient. Sein Bruder Lorenzo ist ebenfalls als Skirennläufer aktiv.

## Erfolge

### Weltmeisterschaften
- Cortina d’Ampezzo 2021: 68. Riesenslalom, DNQ Slalom
- Courchevel/Méribel 2023: DNQ Slalom

### South American Cup
- 2 Platzierungen unter den besten 30

### Winter World University Games
- Bardonecchia 2025: DNF Riesenslalom, DSQ Slalom

### Weitere Erfolge
- 2 Podestplätze bei FIS-Rennen, davon ein Sieg